# منطقة أديليدا
منطقة أديليداهي منطقة زراعة كروم أمريكية تقع في الجزء الشمالي الغربي من Paso Robles AVA في مقاطعة سان لويس أوبيسبو، كاليفورنيا. تم تأسيسها من قبل مكتب ضرائب وتجارة الكحول والتبغ في عام 2014. تقع مصانع النبيذ في منطقة أديليدا:
مزرعة وينري ، بيتشي كانوين وينري ، لي كيفير ، التا كولينا ، كارمادو و غيرها

## التاريخ
في أوائل العشرينيات من القرن الماضي ، قام عازف البيانو والملحن ورئيس وزراء بولندا ، إغناسي جان باديروفسكي ، بزرع بيتيت سيرا وزينفاندل في مزرعة كروم رانشو سان إجناسيو في أديلايدا. في عام 1964، اشترى الدكتور ستانلي هوفمان مزرعة تبلغ مساحتها 1200 فدان في منطقة أديلايدا ، وبمساعدة صانع النبيذ المؤثر أندريه تشيليستشيف ، قام بزراعة مزارع الكروم لإنشاء مصنع هوفمان ماونتن رانش للنبيذ ، وهو أول مصنع نبيذ تجاري حديث في باسو روبلز ، كاليفورنيا .

## الجغرافيا والمناخ
تغطي منطقة أديليدا مساحة 53342 فدانًا منها 883 مزروعة في مزارع الكروم. تقع في سلسلة جبال سانتا لوسيا مع منحدرات جبلية عالية تتدرج إلى سفوح الجبال ؛ 900–2,200 قدم (270–670 م) في الارتفاع. يبلغ متوسط هطول الأمطار السنوي 25 بوصة (64 سـم) .

### زراعة الكروم
تتكون التربة الجيرية في المنطقة من تربة ضحلة ، صخرية متبقية وتربة غير مكتملة منحدرات التلال من العضو الأوسط في تكوين مونتيري والصخور القديمة.

## أصناف العنب والنبيذ
أكثر الأصناف المزروعة على نطاق واسع في منطقة أديلايدا AVA هي Mourvèdre و Zinfandel و Cabernet Sauvignon و Syrah و Grenache و Merlot.